# Skowronki (Kasina Wielka)
Skowronki – przysiółek wsi Kasina Wielka w Polsce, położony w województwie małopolskim, w powiecie limanowskim, w gminie Mszana Dolna. 
W latach 1975–1998 miejscowość administracyjnie należała do województwa nowosądeckiego.